# Moustapha Mbengue
Pour les articles homonymes, voir Mbengue.
,Moustapha Mbengue, né en 1972 au Sénégal, est un musicien percussionniste et acteur sénégalo-italien.

## Biographie
Moustapha Mbengue est originaire de la région de Dakar au Sénégal – il passe une partie de son enfance sur l'île de Gorée et est élève d'une école coranique soufie de la confrèrie Mouride (fondée par Ahmadou Bamba), plus particulièrement de la branche Baye Fall – où il grandit dans une famille de cultivateurs de l'ethnie Sérère originaire de Morolà,. Pratiquant le djembé, il crée un groupe de musique traditionnelle, appelé Africa Djembé, et fait son premier voyage en France pour donner des concerts à Chartres. Après quelques petites apparitions à la télévision et au cinéma (notamment dans Les Caprices d'un fleuve tourné au Sénégal par Bernard Giraudeau), il s'installe en 1998 à Rome en Italie, s'y marie, et pratique principalement la musique et la danse au sein de deux nouveaux groupes tels que Tamburi di Gorée et Tam Tam Morola, constitués principalement d'immigrés sénégalais,. Grâce au journaliste italien Maurizio Costanzo, qui le repère lors d'un concert, il commence à jouer dans des séries italiennes, puis monte sur scène au théâtre, principalement pour des accompagnements musicaux.
Il obtient le rôle-titre du film Amin (2018) de Philippe Faucon – qui le repère grâce à ses vidéos scéniques – présenté lors de la Quinzaine des réalisateurs du Festival de Cannes. Cette prestation, très remarquée,,, lui permet alors de commencer une carrière d'acteur de cinéma en France.

## Filmographie

### Cinéma
- 1996 : Les Caprices d'un fleuve de Bernard Giraudeau
- 2018 : Amin de Philippe Faucon : Amin Sow
- 2021 : Maoussi de Charlotte Schioler : Edo
- 2021 : Les Cinq Diables de Léa Mysius : Jimmy
- 2024 : Les Gens d'à côté d'André Téchiné : Serge et Slimane Mayumbe